# Observatório do Clima
O Observatório do Clima é uma rede de entidades ambientalistas da sociedade civil brasileira formada com o objetivo de discutir o problema do aquecimento global especificamente no contexto brasileiro.

## História
A rede foi fundada entre 22 e 23 de março de 2002 na Fundação Getúlio Vargas, incluindo 26 organizações, e no dia 23 lançou sua Carta de Princípios. Em 2016 seu coordenador-geral era André Ferretti e seu secretário-executivo, Carlos Rittl. Conta com a colaboração de muitos especialistas científicos e tem se destacado no cenário nacional pela sua intensa atividade no campo dos debates sobre o aquecimento global, publicando estudos, divulgando conhecimento, promovendo encontros e seminários, exercendo pressão política para a adoção de um modelo sustentável e convocando a sociedade à ação.
O Observatório participou de audiências públicas e de um grupo de trabalho do governo federal para a criação da política climática brasileira, é membro do Fórum Paraense de Mudanças Climáticas, membro suplente da Comissão Nacional para Redução das Emissões de Gases de Efeito Estufa Provenientes do Desmatamento e da Degradação Florestal – REDD+ (CONAREDD), e dá assessoria a entidades, instituições e pesquisadores independentes. A rede mantém o Sistema de Estimativa de Emissões de Gases de Efeito Estufa, publicando dados coletados desde 1990 sobre as emissões brasileiras de gases estufa, o sistema Monitor Elétrico para acompanhamento diário das emissões do setor, e o MapBiomas, para o monitoramento das mudanças no uso da terra e do desmatamento em todos os biomas brasileiros.

## Diretrizes
Os princípios norteadores do trabalho do Observatório são:
- As mudanças do clima no planeta são uma realidade comprovada cientificamente;
- Promoção do equilíbrio da concentração de gases de efeito estufa no planeta, eliminando a ameaça das mudanças climáticas à humanidade e aos ecossistemas;
- Construção de uma sociedade sustentável em todas as suas dimensões;
- Incentivo à geração e ao consumo de energia provenientes de fontes renováveis, à co-geração de energia e à eficiência energética;
- Proteção e restauração da biodiversidade, garantindo a saúde ambiental dos biomas, reconhecendo sua importância como sumidouros e reservas vitais de carbono, biodiversidade e de recursos hídricos;
- A proteção e a recuperação de habitats baseado em biomas nativos, considerando suas especificidades e características locais e regionais;
- Promoção de estratégias para o uso sustentável da terra;
- Ampla consulta pública e avaliação dos impactos associados aos projetos de mitigação de gases de efeito estufa nas comunidades, nos ecossistemas, na diversidade étnica, cultural e no modo de vida das comunidades, na geração de emprego e na distribuição de renda;
- Contribuição para a auto-suficiência (transferência e capacitação) tecnológica dos Países não-Anexo I;
- Promoção dos direitos de acesso à informação e de participação da sociedade civil no processo de tomada de decisão no tema das mudanças climáticas.

## Atuação

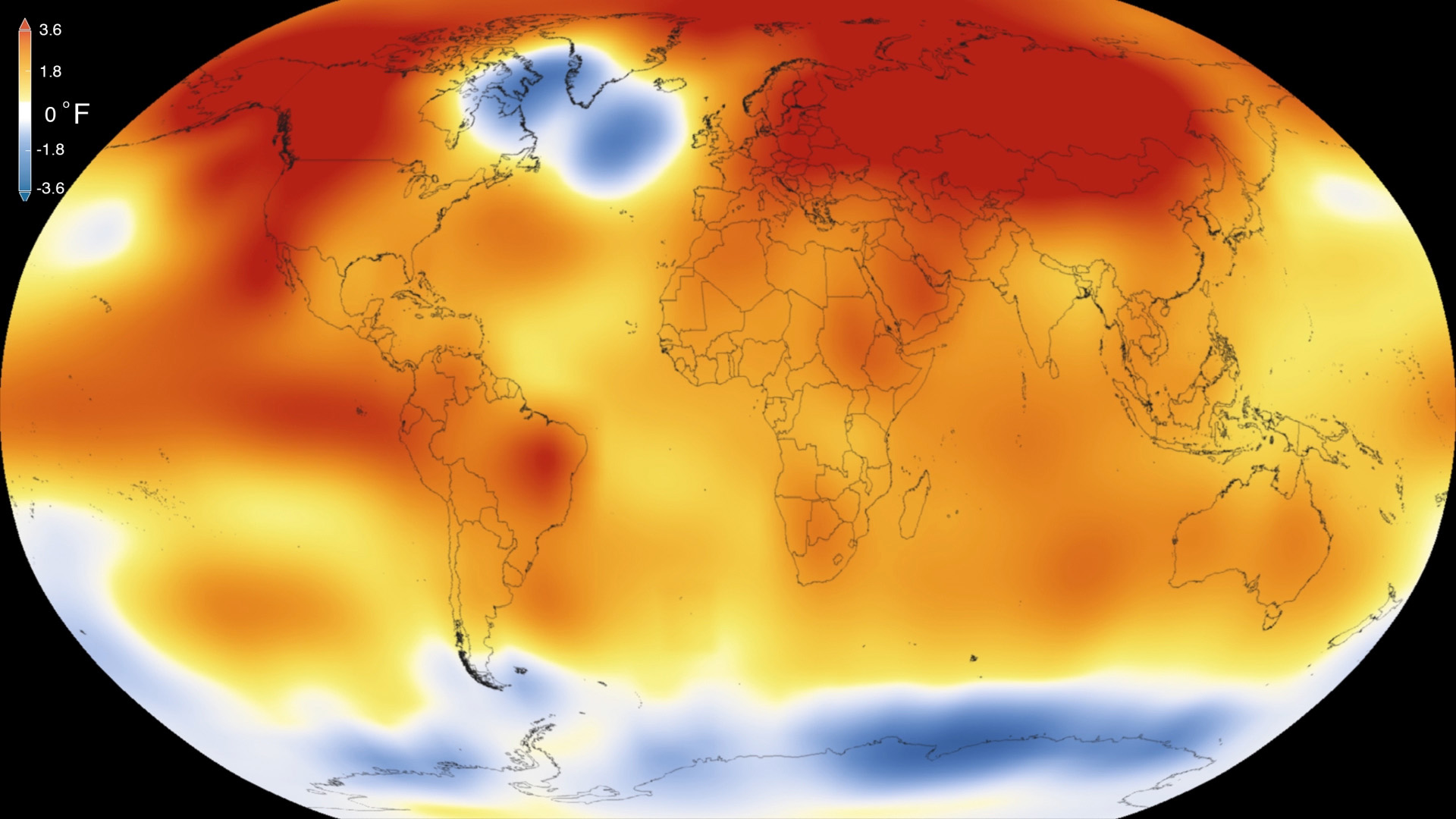
Este gráfico da NASA mostra a intensidade do aquecimento global no ano de 2015 em relação à média de 1880. Os últimos anos têm batido recorde sobre recorde em termos de temperatura, e 2015 foi o ano mais quente desde o início dos registros.

Alinhando-se a inúmeras outras entidades ambientalistas, o Observatório tem mantido uma postura crítica sobre a lentidão em que estão acontecendo os avanços no combate ao aquecimento global, tanto em nível internacional quanto no nacional. Segundo Carlos Rittl,
"A análise da própria Nações Unidas indica que, mesmo com esses esforços, com essa mobilização, com esse engajamento dos países, nós ainda estaríamos, em 2030, em uma trajetória de aumento de emissões globais, em uma taxa menor do que ocorre hoje, mas em ascensão, o que é muito preocupante. Outro relatório produzido pelo Programa das Nações Unidas para o Meio Ambiente mostra que ainda existe uma grande lacuna entre aquilo que os países estão se comprometendo a fazer e aquela que seria uma trajetória de segurança climática, aquela que nos daria maiores chances de limitar o aquecimento global no limite de 2ºC. Outras análises mostram que, entre os grandes emissores, que inclui Estados Unidos, União Europeia, China, Índia, Brasil, África do Sul, México, Japão, Rússia, Canadá, nenhum deles está fazendo o suficiente, todos estão fazendo menos que o proporcional à sua responsabilidade e sua capacidade de redução de emissões. Então é necessário fazer muito mais e isso inclui o Brasil. [...] Temos capacidade de fazer muito mais. A própria lista de ações que estão informadas na proposta de compromissos do Brasil demonstra isso".
Paulo Moutinho, cientista sênior do Instituto de Pesquisa Ambiental da Amazônia, descreveu o Observatório do Clima como "um dos poucos grupos na sociedade civil brasileira que têm representatividade, pluralidade e longevidade na discussão de mudanças climáticas”. Marcia Hirota, diretora-executiva da ONG SOS Mata Atlântica, elogiou as grandes contribuições do Observatório ao longo dos 14 anos de sua história, comemorados em 2016, e disse que “a rede tem promovido diálogos e gerado conteúdos para subsidiar as políticas para mitigação e adaptação do Brasil em relação às mudanças climáticas". Sua atuação foi destacada em pesquisa do Instituto Vitae Civilis (Russar, 2008) que mapeou as instituições e fóruns brasileiros relacionados ao tema das mudanças climáticas, foi um dos finalistas do Prêmio Faz Diferença concedido pelo jornal O Globo, e venceu o Prêmio Lide de Meio Ambiente na categoria Mudanças Climáticas, oferecido pelo Lide - Grupo de Líderes Empresariais e pelo Lide Sustentabilidade.
Apesar de manter seu foco no aquecimento global, o Observatório atua também em muitas outras áreas da problemática ambiental, como a crise hídrica e energética, as políticas públicas e o desmatamento, que estão intimamente ligadas ao desafio do aquecimento.

## A rede
Os membros da rede são: Amigos da Terra Amazônia Brasileira, APREC Ecossistemas Costeiros, APREMAVI – Associação de Preservação do Meio Ambiente e da Vida, CARE Brasil, COIAB – Coordenação das Organizações Indígenas da Amazônia Brasileira, Conservação Internacional Brasil, FBDS – Fundação Brasileira para o Desenvolvimento Sustentável, Fundação Avina, Fundação O Boticário de Proteção à Natureza, Greenpeace Brasil, GTA – Grupo de Trabalho Amazônico, Hospitais Saudáveis, IBio – Instituto BioAtlântica, ICLEI LACS – Governos Locais pela Sustentabilidade, IDESAM – Instituto de Conservação e Desenvolvimento Sustentável do Amazonas, IEMA – Instituto de Energia e Meio Ambiente, IIEB – Instituto Internacional de Educação do Brasil, Iniciativa Verde,  ICV — Instituto Centro de Vida, IMAFLORA — Instituto de Manejo e Certificação Florestal e Agrícola, IMAZON — Instituto do Homem e Meio Ambiente da Amazônia, Instituto Ecoar para Cidadania, Instituto Ecológica, ISA — Instituto Socioambiental, IPAM – Instituto de Pesquisa Ambiental da Amazônia, IPÊ – Instituto de Pesquisas Ecológicas, Mater Natura – Instituto de Estudos Ambientais, SBDIMA – Sociedade Brasileira de Direito Internacional do Meio Ambiente, SNE – Sociedade Nordestina de Ecologia, SOS Amazônia, SOS Mata Atlântica, SOS Pantanal, SPVS – Sociedade de Pesquisa em Vida Selvagem e Educação Ambiental, The Nature Conservancy – Brasil e WWF Brasil.